# アイエスエイ
株式会社アイエスエイ（あいえすえい、ISA；Information Service Agency）は、総合人材サービスを行う日本の企業。本社は千葉県千葉市稲毛区に置く。

## 概要
労務・厚生管理支援事業、一般労働者派遣事業、有料職業紹介事業、製造業務請負事業、食品輸入販売事業、福祉・介護機器の販売・施行メンテナンス業務を展開している。
株式会社帝国データバンク　企業登録番号984132899

## 企業理念
『愛と信頼』の社是に基づき、顧客企業の事業活動に対し支援申し上げ、顧客企業との信頼の構築を弊社の礎と致します。

## 沿革
- 1990年1月 - 資本金200万円にて設立
  - 社宅・寮の管理、事務用機器・備品レンタル業
- 1990年3月 - 労務・厚生管理支援事業開始
- 1991年1月 - 資本金5,000万円に増資
- 1991年9月 - 食品事業部創設
  - 食品の輸入卸売り販売開始
- 1992年5月 - 直輸入第一便入荷
- 1994年6月 - セキュリティー事業部創設
  - 千葉県公安委員認定台274号
- 1995年9月 - エキストラバージンオリーブオイル
  - 『コルメラ』の輸入開始
- 1999年1月 - 介護事業部創設
  - 福祉・介護機器の販売・施行・メンテナンス開始
- 1999年1月 - オリーブの実『アゼイトーナペチスコ』[リンク切れ]の直輸入開始
- 2000年9月 - (社)東京都司厨士協会　賛助会員加入
- 2000年12月- セキュリティー事業部分社
  - 株式会社アイエスエイ警備保障法人設立
- 2001年8月 - パナソニックエイジフリーショップス株式会社
  - 指定施行店認定
- 2002年5月 - 一般労働派遣事業許可取得
  - 厚生労働大臣許可番号　般 12-010071
- 2003年6月 -　有料職業紹介事業許可取得
  - 厚生労働大臣許可番号　12-ユ-300005
- 2008年7月 -　茨城県神栖市にてプリント基板製造の請負事業開始
- 2009年4月 -　滋賀県草津市にて電子部品組立の請負事業開始
- 2013年3月 -　介護事業部の業務拡大のため、美浜区幕張事務所へ移転
- 2013年4月 -　留学生有給インターンシップ事業開始
- 2013年11月 -　千葉東税務署より優良申告保身として表敬される
- 2014年7月 -　個人情報保護：「プライバシーマーク」確証取得　登録番号:第17001974番
- 2014年8月 -　リクルート提供採用管理システム　リクオプを利用した　求人情報サイト公開：https://isa-job.net/
- 2014年10月 - アイエスエイフーズ・ネット卸販売サイト立上げサービス開始 infomart・DeNA
- 2015年6月 - 一般社団法人日本人派遣協会会員加入
- 2017年5月 - ベトナム人材有料職業のために、http://isa-global.com/のウェブサイト公開
- 2017年9月 - 食品の輸入卸販売終了
- 2018年6月 - キャリアアップツール E-ラーニング導入

## 国内事業所
- 滋賀営業所
- 湖西営業所
- 浜松営業所
- 掛川出張所
- 千葉営業所
- 加須営業所
- 安曇野営業所

### 介護事業部
- 福祉住環境サービスセンター

## グループ企業
アエロエンジニアリング株式会社
事業内容　立体駐車装置の保守管理、改修工事及び施行等
株式会社アイエスエイ警備保障
事業内容　警備保障内容、ビルメンテナンス業務等